# Édouard Beaufort d'Hautpoul
Pour les articles homonymes, voir Beaufort et Hautpoul.
Édouard Brandoin de Ballaguier, marquis de Beaufort d'Hautpoul (né le 16 octobre 1782 à Paris, où il est mort le 24 juillet 1831) est un lieutenant-colonel du Premier Empire et du génie.

## Biographie
Fils de Jean Michel Brandoin, comte de Beaufort, colonel du régiment du roi et mort à Quiberon, M. d'Hautpoul servant dans le génie épouse sa mère et adopte  Édouard. Engagé à 16 ans, servit dans l'armée du royaume de Naples sous Gouvion St-Cyr. Puis commandant le génie de la division Molitor en 1805, cité par Molitor pour sa participation lors de la bataille de Caldiero, reçoit la Légion d'honneur à 23 ans en étant remarqué par Massena.
Il dirige les travaux de fortification des îles et du Golfe de Naples.
Il participe à l'expédition de Calabre avec Masséna. Blessé au siège de Colberg et participa à celui de Stralsund, permit d'enlever l'île de Danholm en commandant le génie de cette invasion de nuit.
Il a suivi le maréchal Masséna dans son affectation à l'armée du Portugal où il participa au siège d'Almeida où il reçut encore des blessures; eut un cheval tué sous lui pendant la bataille de Bussaco. Passa chef d'état-major du génie et fit les campagnes de 1811, 1812, 1813. Pendant la construction des forts de Salamanque, fut capturé par des hussards anglais le 18 juillet 1812 en aidant le général Bertrand Clauzel et se libéra en recevant une blessure de sabre à la tête.
Il passe à l'armée d'Italie en 1813 sous les ordres du prince Eugène de Beauharnais.
Fut placé par Decaux au ministère de la guerre s'occupant des décorations et des émigrés jusqu'au 20 mars 1815. Il a participé aux Cent-Jours et resta au génie après la Restauration.

## Sources
- Biographie nouvelle des contemporains, ou dictionnaire historique et raisonné de tous les hommes qui, depuis la révolution française, ont acquis de la célébrité par leurs actions, leurs écrits leurs erreurs ou leurs crimes, soit en France, soit dans les pays étrangers; …, Antoine-Vincent Arnault, Antoine Jay, Étienne de Jouy, J. Norvins, Paris, 1820.